# Револори, Тони
Тони Револори (англ. Tony Revolori; имя при рождении Энтони Киньонес (исп. Anthony Quiñonez); род. 28 апреля 1996) — американский актёр. Он наиболее известен по роли Зеро Мустафы в «Отель „Гранд Будапешт“» (2014), за которую он был номинирован на многочисленные актёрские премии, и Флэша Томпсона в фильмах кинематографической вселенной Marvel «Человек-паук: Возвращение домой» (2017), «Человек-паук: Вдали от дома» (2019) и «Человек-паук: Нет пути домой» (2021).

## Биография
Тони родился и вырос в Анахайме, штат Калифорния. Его родители, Соня и Марио Киньонес, родом из Хутиапы, Гватемала. Его отец был актёром в ранние годы его жизни в Гватемале. Брат Тони, Марио Киньонес (также известный как Марио Револори), тоже актёр. Урождённый Энтони Киньонес, он принял фамилию бабки по отцу Револори. У Тони есть младший брат, Бенджамин Револори, который изобразил младшую версию принца Грейдона в сериале Disney+ Уиллоу.
Тони начал карьеру как детский актёр, получив свою первую роль в возрасте двух лет в рекламе детского питания. Его первой главной ролью была роль молодого Зеро Мустафы в комедии Уэса Андерсона «Отель „Гранд Будапешт“». В 2014 году IndieWire назвал его одним из лучших актёров в возрасте до двадцати лет.
Тони сыграл Флэша Томпсона в супергеройском фильме Кинематографической вселенной Marvel 2017 года «Человек-паук: Возвращение домой» и «его продолжении» в 2019 году. Из-за его выбора на эту роль и из-за переосмысления его персонажа по сравнению с оригинальным комиксом Тони получал письма с ненавистью и угрозами расправы от фанатов комикса. В 2021 году Тони вернулся в третьем фильме «Человек-паук: Нет пути домой». У него также была главная роль в комедии Ханны Фиделл Долгая идиотская дорога, вместе с Джейсоном Мандзукасом.
В июле 2022 года Nickelodeon объявил, что Тони озвучит персонажа Дьюса Горгона в мультсериале Школа монстров 2022 года.

## Награды
В 2018 году Тони был удостоен премии Impact Award National Hispanic Media Coalition за «Выдающуюся роль в кинофильме».

## Фильмография

### Кино
| Год  | Название                        | Ориг. название            | Роль                              | Примечания |
| ---- | ------------------------------- | ------------------------- | --------------------------------- | --- |
| 2004 | Небраска                        | Nebraska                  | маленький мальчик                 | короткометражка |
| 2008 | Smother                         | Smother                   | Уэйлон                            | короткометражка |
| 2008 | Эрнесто                         | Ernesto                   | подросток Иларио                  | телефильм |
| 2009 | Идеальная игра                  | The Perfect Game          | Фидель Руис                       | |
| 2009 | Spout                           | Spout                     | близнец Шон                       | короткометражка |
| 2013 | Фиц и Слэйд                     | Fitz and Slade            | второй парень                     | телефильм |
| 2014 | Отель «Гранд Будапешт»          | The Grand Budapest Hotel  | молодой Зеро Мустафа              | Премия общества кинокритиков Детройта за лучший актёрский состав Номинация — Премия Ассоциации кинокритиков Чикаго за многообещающего актёра Номинация — Премия общества кинокритиков Сан-Диего за лучший актёрский состав Номинация — Премия Гильдии киноактёров за лучшее представление актёрского состава Номинация — Премия общества кинокритиков Феникса за лучшее представление молодого актёра Номинация — Премия общества кинокритиков Феникса за лучший актёрский состав |
| 2015 | Наркотик                        | Dope                      | Джиб                              | |
| 2015 |                                 | Umrika                    | Лалу                              | |
| 2016 | 5-я волна                       | The 5th Wave              | Дамбо                             | |
| 2016 |                                 | Table 19                  |                                   | |
| 2016 |                                 | Low Riders                | Чуи                               | |
|      |                                 | When We Were Pirates      | Бенни                             | |
| 2017 | Человек-паук: Возвращение домой | Spider-Man: Homecoming    | Флэш Томпсон                      | |
| 2017 | Пожалуйста, приготовьтесь       | Please Stand By           | Немо                              | |
| 2019 | Звук тишины                     | The Sound of Silence      | Сэмюэль Диас                      | |
| 2019 | Человек-паук: Вдали от дома     | Spider-Man: Far from home | Флэш Томпсон                      | |
| 2021 | Человек-паук: Нет пути домой    | Spider-Man: No Way Home   | Флэш Томпсон                      | |
| 2021 | Французский вестник             | The French Dispatch       | Моузес Розенталер в молодости     | |
| 2023 | Крик 6                          | Scream VI                 | Джейсон Карви / «Призрачное лицо» | |
| 2023 | Город астероидов                | Asteroid City             | адъютант генерала Гибсона         | |
| 2025 | Соперники Амзиа Кинга           | The Rivals of Amziah King |                                   | |
| 2025 | Кровельщик                      | Roofman                   |                                   | |

### Телевидение
| Год       | Название           | Ориг. название  | Роль    | Примечания                                       |
| --------- | ------------------ | --------------- | ------- | ------------------------------------------------ |
| 2006      | Отряд «Антитеррор» | The Unit        | мальчик | «Истинные последователи» (1 сезон, эпизод 4)     |
| 2007      | Красавцы           | Entourage       | сын     | «Добро пожаловать в Джунгли» (4 сезон, эпизод 1) |
| 2009      | Меня зовут Эрл     | My Name Is Earl | Хунхау  | «Шпион моё имя» (4 сезон, эпизод 19)             |
| 2010      | Сынки Тусона       | Sons of Tucson  | Пако    | «Семейный альбом» (1 сезон, эпизод 4)            |
| 2013      | Бесстыжие          | Shameless       | Санчес  | «Американская мечта» (3 сезон, эпизод 2)         |
| 2019—2022 | Дом с прислугой    | Servant         | Тоби    |                                                  |